# Maxim Birbrajer
Maxim Birbrajer (russisch Максим Бирбраер; * 15. Dezember 1980 in Ust-Kamenogorsk, Kasachische SSR) ist ein israelisch-kasachischer Eishockeyspieler, der seit 2016 bei den Swindon Wildcats unter Vertrag steht und mit dem Klub seit 2017 in der National Ice Hockey League spielt. Er gilt als der berühmteste Eishockeyspieler Israels.

## Karriere
Der 1,85 m große Flügelstürmer wurde in Kasachstan geboren und spielte zunächst in seinem Heimatland Israel, bevor er 1999 nach Nordamerika wechselte. Nach einem Jahr bei den Newmarket Hurricanes im zweitklassigen Spielbetrieb der Canadian Hockey League wurde Birbrajer 2000 als erster Israeli überhaupt in einem NHL Entry Draft ausgewählt. Die New Jersey Devils, die sich die Rechte an dem Linksschützen an 67. Stelle in der dritten Runde gesichert hatten, setzten ihn allerdings nur bei ihrem Farmteam, den Albany River Rats, in der American Hockey League ein. 
Zur Saison 2003/04 wechselte Birbrajer zum Ligakonkurrenten San Antonio Rampage, wurde bald jedoch nur noch bei den Laredo Bucks in der Central Hockey League eingesetzt. Nach weiteren Engagements in der Minor League ECHL, wo er für die San Diego Gulls und die Long Beach Ice Dogs aufs Eis ging, wechselte der Israeli zu den Cardiff Devils in die britische Elite Ice Hockey League. Mit diesen gewann er 2007 den EIHL Challenge Cup. 
Nach zwei Jahren in Großbritannien kehrte Maxim Birbrajer 2008 in sein Geburtsland Kasachstan zurück, wo er für Kaszink-Torpedo Ust-Kamenogorsk in der Wysschaja Liga, der zweiten russischen Spielklasse, auflief. Im Januar 2009 unterschrieb der Angreifer einen Vertrag beim deutschen Zweitligisten Heilbronner Falken, der allerdings am Saisonende trotz ordentlicher Leistungen und zwölf Scorerpunkten, davon vier Tore, in 22 Spielen, nicht verlängert wurde. Seit der Saison 2009/10 steht er wieder für die Cardiff Devils in der EIHL auf dem Eis. Am 24. Oktober 2009 gelang ihm mit sieben Assists in einem Spiel ein neuer Ligarekord der EIHL. 2014 wechselte er zu den Telford Tigers, mit denen er 2015 die Meisterschaft und den Pokalwettbewerb der English Premier Ice Hockey League gewann. 2016 zog es ihn weiter zu den Swindon Wildcats, mit denen er 2018 den Autumn Cup und den National Cup der National Ice Hockey League gewann.

### International

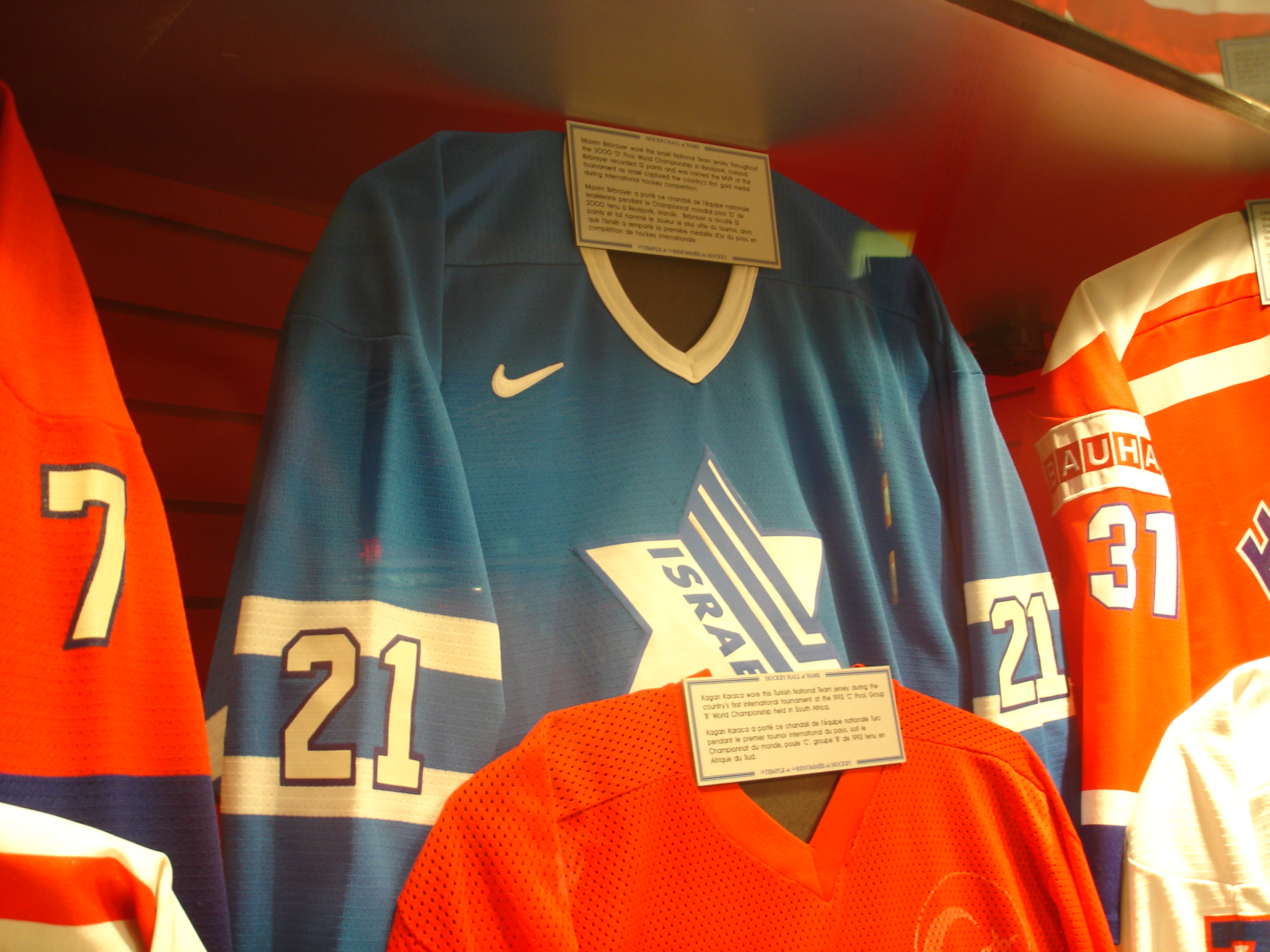
Das Nationalmannschafttrikot Birbrajers von der D-Weltmeisterschaft 2000 ist in der Hockey Hall of Fame in Toronto ausgestellt.

Für die israelische Nationalmannschaft bestritt Maxim Birbrajer die D-Weltmeisterschaften der Herren 1997, 1999 sowie 2000. Bei der WM der Division II 2008 gab der Angreifer nach acht Jahren sein Pflichtspielcomeback für das Team Israel. Auch 2013 stand er für die Israelis in der Division II auf dem Eis. In bislang 28 WM-Spielen erzielte Birbrajer insgesamt 20 Tore und 28 Assists.

## Erfolge und Auszeichnungen
- 2007 EIHL Challenge-Cup-Gewinn mit den Cardiff Devils
- 2013 Aufstieg in die Division II, Gruppe A, bei der Weltmeisterschaft 2013, Division II, Gruppe B
- 2015 Gewinn der Meisterschaft und des Pokalwettbewerbs der English Premier Ice Hockey League mit den Telford Tigers
- 2018 Gewinn des Autumn Cups und des National Cups der National Ice Hockey League mit den Swindon Wildcats

## Karrierestatistik
(Legende zur Spielerstatistik: Sp oder GP = absolvierte Spiele; T oder G = erzielte Tore; V oder A = erzielte Assists; Pkt oder Pts = erzielte Scorerpunkte; SM oder PIM = erhaltene Strafminuten; +/− = Plus/Minus-Bilanz; PP = erzielte Überzahltore; SH = erzielte Unterzahltore; GW = erzielte Siegtore; 1 Play-downs/Relegation; Kursiv: Statistik nicht vollständig)